# Instant on
En los ordenadores, instant on (encendido instantáneo) es la capacidad de arrancar (boot) casi instantáneamente, de tal manera que se pueda estar en línea o usar una aplicación específica sin tener que esperar que sea lanzado el sistema operativo tradicional del PC. Hoy en día, la tecnología instant-on es sobre todo usada en laptops, netbooks y nettops porque el usuario puede arrancar un programa inmediatamente, en vez de esperar que arranque todo el sistema operativo del PC. Por ejemplo, un usuario puede solo querer ejecutar un software de reproducción de películas o ejecutar un navegador de Internet, sin la necesidad del sistema operativo completo.

## Lista de sistemas con instant on
- Acer InstaBoot Netbook (basado en Splashtop)
- Acer RevoBoot Nettop (basado en Splashtop)
- Tarjetas madre Express Gate, notebooks, Eee Box (un nettop), y Eee PCs de Asus (basado en Splashtop)
- Producto de Canonical anunciado a principios de 2010
- Dell Latitude ON, Latitude On Reader, Latitude On Flash (basados en Splashtop)
- DeviceVM Splashtop[1]
- Google Chrome OS[2]
- HP QuickWeb Probook notebook (basado en Splashtop)
- HP Instant On Solution Voodoo & Envy notebook (basado en Splashtop)
- HP Instant Web netbook (basado en Splashtop)
- Lenovo QuickStart (basado en Splashtop)
- LG SmartOn (basado en Splashtop)
- Mandriva InstantOn[3]
- Phoenix HyperSpace[4]
- Sony Quick Web Access (basado en Splashtop)
- Xandros Presto[5]
- Xpud

## Cronología
- En octubre de 2007, ASUS introdujo una capacidad instant on que mercadearon con la marca "Express Gate" en tarjetas madre selectas, usando el software de Splashtop de DeviceVM y memoria Flash dedicada.
- En mayo de 2008, ASUS despachó para sus notebooks el "Express Gate" basado en Splashtop.[6]
- En julio de 2008, HP comenzó a despachar Splashtop en sus notebooks Voodoo, llamándolo "Instant On Solution (IOS)".
- En octubre de 2008, Lenovo comenzó a despachar Splashtop en sus netbooks, llamándolo "QuickStart".[7]
- Dell Computer Corporation anunció el 13 de agosto de 2008 que soportaría "instant on" en su línea de laptops Latitude, apalancando "un sub-procesador secundario de bajo voltaje dedicado y un OS que pueda permitir una vida de la batería de múltiples días" y que proporcione "acceso casi instantáneo al email, calendario, accesorios, contactos y la Web sin arrancar (booting) el sistema operativo (OS) principal del sistema…"[8] Este OS correrá una variante de Linux.[9]
- En enero de 2009, LG comenzó a despachar Splashtop en sus netbooks, llamándolo "Smart On".
- En junio de 2009, Acer comenzó a usar Splashtop en sus netbook, llamándolo "RevoBoot".
- En junio de 2009, Sony comenzó a instalar una versión del software Splashtop con solo un navegador instant on en sus computadores portátiles Vaio NW laptops.[10]
- En septiembre de 2009, HP anunció[11] que despacharía un número de netbooks y notebooks comerciales con una característica instant on "Quick Web" (web rápida), que también utiliza el software de Splashtop.
- En septiembre de 2009, Asus despachó los netbooks EeePC con la "Express Gate", basado en Splashtop.
- En octubre de 2009, Samsung partnered con las tecnologías de Phoenix para ofrecer inmediato-en los cuadernos y los netbooks.[12]
- En noviembre de 2009, Dell despachó los notebooks comerciales Latitude, con las características Latitude On Reader y Latitude On Flash, basadas en Splashtop.[13]
- En noviembre de 2009, Google Chrome OS alpha de fuente abierta.[14]
- En noviembre de 2009, Acer despachó Splashtop en sus netbooks Aspire One, llamado "InstaBoot".[15]
- En diciembre de 2009, Mandriva publicó un Environment llamado "Mandriva InstantOn"
- A finales de 2009, Splashtop se ha despachado en más de 30 millones de PCs.
- A principios de 2010, Canonical, los patrocinadores del sistema operativo Ubuntu, tendrán una proposición Instant On lanzada en el mercado. La información puede ser lanzada en el show CES en Las Vegas, en enero de 2010.
- En 2010, DeviceVM proyectó que el Splashtop será despachado en más de 100 millones de PCs.

## Pros y contras
Un sistema operativo "instant on" es como los usados por los computadores personales de los años 1980 tales como el Commodore 64. Esto ofrece muchas ventajas sobre un sistema operativo moderno estándar:
- Arranca mucho más rápidamente.
- Es menos vulnerable al malware pues el sistema es en su mayor parte de solo lectura.
- Permite computadores sin disco.
- Es más ligero.
- Consume menos energía.

Sin embargo, esto viene al precio de tener una funcionalidad local limitada, mientras se enfoca en servicios de web/nube.

## Productos electrónicos de consumo
En el pasado, los fabricantes de productos electrónicos de consumo engalanarían radios y televisores con etiquetas "Instant On" e "Instant Play". En conjuntos de filamentos en serie, instant on fue logrado agregando solamente un diodo de silicio a través del interruptor de energía para mantener los filamentos del tubo encendidos con energía al 50%; el diodo fue colocado de tal manera que el típico rectificador de media onda de esos días estaba en polarización inversa (reverse biased). Las ventajas del instant on incluyeron la operación casi inmediata del televisor o del radio y la vida del tubo de vacío potencialmente más larga; las desventajas incluyeron el consumo de energía y el riesgo de incendio. La mayoría de los productos electrónicos de consumo de estado sólido son intrínsecamente de encendido instantáneo, así que el apodo sobrevivió al principio de la era del estado sólido para distinguir un producto de sus hermanos basados tubos de vacío (con los CRT siendo una notable excepción).